# Торнтон (Колорадо)
Торнтон (енгл. Thornton) град је у америчкој савезној држави Колорадо.

## Демографија
По попису из 2010. године број становника је 118.772, што је 36.388 (44,2%) становника више него 2000. године.
|                   | 2010.            | 2000.           |
| Укупно            | 118 772 (100,0%) | 82 384 (100,0%) |
| Белци             | 71 147 (59,90%)  | 59 635 (72,39%) |
| Хиспаноамериканци | 37 602 (31,66%)  | 17 583 (21,34%) |
| Азијати           | 5 212 (4,388%)   | 2 063 (2,504%)  |
| Остали            | 2 626 (2,211%)   | 1 897 (2,303%)  |
| Афроамериканци    | 2 185 (1,840%)   | 1 206 (1,464%)  |